# Megion
Megion (rusky Мегион) je město v Chantymansijském autonomním okruhu – Jugře v Ruské federaci. Žije zde přibližně 53 tisíc obyvatel.

## Poloha a doprava
Megion leží na Západosibiřské rovině na pravém, severním břehu Obu. Od Nižněvartovska, druhého největšího města Jugry, je vzdálen přibližně pětadvacet kilometrů západně.
Součástí megionského městského okruhu je i sídlo městského typu Vysokij, jehož střed je zhruba patnáct kilometrů severně od Megionu. V něm je také nejbližší železniční stanice a to na trati ze Surgutu do Nižněvartovska.

## Dějiny
Chantské osídlení je zde doloženo od roku 1810. V roce 1961 zde byla nalezeno první ložisko ropy v oblasti středního Obu a následně v roce 1962 založeno těžební sídlo. V roce 1964 byl Megion povýšen na sídlo městského typu a v roce 1980 na město.